# Hernie discale vibrations (maladie professionnelle)
Pour les articles homonymes, voir Hernie.
Cet article décrit les critères administratifs pour qu'une hernie discale provoquée par une exposition aux vibrations soit reconnue comme maladie professionnelle.
Ce sujet relève du domaine de la législation sur la protection sociale et a un caractère davantage  juridique que médical. Pour la description clinique de la maladie se reporter à l'article suivant :

## Législation enFrance

### Régime général
| Fiche Maladie Professionnelle | Fiche Maladie Professionnelle | Fiche Maladie Professionnelle |
| Ce tableau définit les critères à prendre en compte pour qu'une hernie discale provoquée par les vibrations soit prise en charge au titre de la maladie professionnelle | Ce tableau définit les critères à prendre en compte pour qu'une hernie discale provoquée par les vibrations soit prise en charge au titre de la maladie professionnelle | Ce tableau définit les critères à prendre en compte pour qu'une hernie discale provoquée par les vibrations soit prise en charge au titre de la maladie professionnelle |
| Régime Général. Date de création : 20 mars 1999 | Régime Général. Date de création : 20 mars 1999 | Régime Général. Date de création : 20 mars 1999 |
| Tableau N° 97 RG | Tableau N° 97 RG | Tableau N° 97 RG |
| Affections chroniques du rachis lombaire provoquées par des vibrations de basses et moyennes fréquences transmises au corps entier                                      | Affections chroniques du rachis lombaire provoquées par des vibrations de basses et moyennes fréquences transmises au corps entier                                      | Affections chroniques du rachis lombaire provoquées par des vibrations de basses et moyennes fréquences transmises au corps entier |
| --- | --- | --- |
| Désignation des Maladies | Délai de prise en charge | Liste Limitative des principaux travaux susceptibles de provoquer ces maladies |
| Sciatique par hernie discale L4-L5 ou L5-S1 avec atteinte radiculaire de topographie concordante.                                                                       | 6 mois (sous réserve d'une durée d'exposition de 5 ans) | Travaux exposant habituellement aux vibrations de basses et moyennes fréquences transmises au corps entier : |
| Radiculalgie crurale par hernie discale L2-L3 ou L3-L4 ou L4-L5, avec atteinte radiculaire de topographie concordante.                                                  | | - par l'utilisation ou la conduite des engins et véhicules tout terrain : chargeuse, pelleteuse, chargeuse-pelleteuse, niveleuse, rouleau vibrant, camion tombereau, décapeuse, chariot élévateur, chargeuse sur pneu ou chenilleuse, bouteur, tracteur agricole ou forestier. |
| | | - par l'utilisation ou la conduite des engins et matériels industriels : chariot automoteur à conducteur porté, portique, pont roulant, grue de chantier, crible, concasseur, broyeur. - par la conduite de tracteur routier ou de camion monobloc                             |
| Date de mise à jour : | | |

### Régime agricole
| Fiche Maladie professionnelle | Fiche Maladie professionnelle | Fiche Maladie professionnelle |
| Ce tableau définit les critères à prendre en compte pour qu'une hernie discale provoquée par les vibrations soit prise en charge au titre de la maladie professionnelle | Ce tableau définit les critères à prendre en compte pour qu'une hernie discale provoquée par les vibrations soit prise en charge au titre de la maladie professionnelle | Ce tableau définit les critères à prendre en compte pour qu'une hernie discale provoquée par les vibrations soit prise en charge au titre de la maladie professionnelle                                                          |
| Régime Agricole.Date de création : 16 février 1999 | Régime Agricole.Date de création : 16 février 1999 | Régime Agricole.Date de création : 16 février 1999 |
| Tableau N° 57 RA | Tableau N° 57 RA | Tableau N° 57 RA |
| Affections chroniques du rachis lombaire provoquées par des vibrations de basses et moyennes fréquences transmises au corps entier                                      | Affections chroniques du rachis lombaire provoquées par des vibrations de basses et moyennes fréquences transmises au corps entier                                      | Affections chroniques du rachis lombaire provoquées par des vibrations de basses et moyennes fréquences transmises au corps entier                                                                                               |
| --- | --- | --- |
| Désignation des Maladies | Délai de prise en charge | Liste Limitative des principaux travaux susceptibles de provoquer ces maladies |
| Sciatique par hernie discale L4-L5 ou L5-S1 avec atteinte radiculaire de topographie concordante.                                                                       | 6 mois (sous réserve d'une durée d'exposition de 5 ans) | Travaux exposant habituellement aux vibrations de basses et moyennes fréquences transmises au corps entier : |
| Radiculalgie crurale par hernie discale L2-L3 ou L3-L4 ou L4-L5,avec atteinte radiculaire de topographie concordante.                                                   | | par l'utilisation ou la conduite : - de tracteurs ou machines agricoles - de tracteurs ou engins forestiers ; - d'engins de travaux agricoles ou publics ; - de chariots automoteurs à conducteurs portés ;                      |
| | | - par l'utilisation de crible, concasseur, broyeur ; - par la conduite de tracteur routier et de camions monoblocs. - par l'utilisation et la conduite des sulkys de courses et d'entraînement de trot, tractés par des chevaux. |
| Date de mise à jour : | | |

## Sources spécifiques
- (fr) Tableau N° 97 des maladies professionnelles du régime Général
- (fr) Tableau N° 57 des maladies professionnelles du régime Agricole

## Sources générales
- (fr) Tableaux du régime Général sur le site de l’AIMT
- (fr) Guide des maladies professionnelles sur le site de l’INRS